# عباسقلی گلشائیان
عباسقلی گلشاییان (۱۲۸۱ تهران – ۱۹ مهر ۱۳۶۹ تهران) از کارگزاران مهم اقتصادی و قضائی دوره پهلوی دوم بود. قراردادی که با شرکت نفت ایران و انگلیس بست، جرقه نهضت ملی نفت را در ایران زد و با نام او در تاریخ ثبت شد.

## از فقر تا وزارت
عباسقلی گلشائیان در تهران زاده شد. در پنج سالگی پدرش درگذشت و مدتی در فقر زیست. تحصیلات مقدماتی را در خانه انجام داد و سپس به مدرسه آلیانس و بعد به دارالفنون رفت. بعد از تحصیل در مدرسه حقوق که عدلیه برپا کرده بود، در سال ۱۳۰۰ به استخدام عدلیه درآمد و مترجم مخصوص مسیو پرنی مستشار عدلیه شد، مدتی هم در مشاغل کوچک قضائی انجام وظیفه کرد تا اینکه علی‌اکبر داور در اواخر سال ۱۳۰۵ به وزارت عدلیه منصوب شد و او را منشی خود کرد.
در سال ۱۳۰۶ که داور تشکیلات عدلیه را به هم ریخت تا بنای دادگستری نوین ایران را بگذارد، گلشاییان را بازپرس کرد. سپس بازپرس دیوان کیفر کارکنان دولت و پس از چندی دادستان تهران و در نهایت، دادستان دیوان کیفر شد و در این مقام، از تیمورتاش بازجویی کرد. در سال ۱۳۱۲ که داور وزیر مالیه شد، عده‌ای از قضات، از جمله گلشائیان را با خود به آن وزارت‌خانه برد.
گلشائیان در وزارت مالیه ابتدا رئیس رسومات و بعد، رئیس مالیاتهای غیرمستقیم شد. سپس به مدیر کلی وزارت دارایی ارتقاء یافت تا اینکه سرتیپ رضاقلی امیرخسروی در کابینه احمد متین دفتری وزیر دارایی شد و تشکیلات وزارت دارایی را تغییر داد. او این وزارتخانه را به دو بخش اقتصاد و دارایی تقسیم کرد، معاونت دارایی را به الله‌یار صالح و معاون اقتصادی را به گلشاییان داد و هر دو را در چهارم بهمن ۱۳۱۸ به مجلس معرفی کرد. سپس همه موسسات و شرکتهای دولتی را که با حق انحصار دولت بر عواید اقتصادی تأسیس شده بودند، مانند انحصار تریاک، دخانیات، قند و شکر و غیره برچید و پس از تسویه حساب‌های آنها، باقی‌مانده سرمایه آنها را در اختیار «سازمان اقتصادی وزارت دارایی» گذاشت. که گلشائیان در رأس آن بود.

## جواهرات سلطنتی
در خرداد ۱۳۲۰ سرتیپ امیرخسروی مغضوب رضا شاه و برکنار شد. گلشاییان کفالت (سرپرستی) وزارت دارایی را به عهده گرفت و در شهریور آن سال و پس از اشغال ایران که محمدعلی فروغی نخست‌وزیر شد، از ۲۳ شهریور به وزارت رسید. وزیر شدن او همزمان با انتشار شایعاتی شد دربارهٔ اینکه رضا شاه جواهرات سلطنتی را با خودش از کشور خارج کرده است. حتی در مجلس شورای ملی هم در همان روزی که گلشاییان به عنوان وزیر معرفی شد، از او در این باره توضیح خواسته شد. گلشاییان با اشاره به اینکه جواهرات سلطنتی از بعد از مشروطیت در قفسه‌ها و صندوق‌هایی ممهور به مهر وزیر دربار، وزیر دارایی و رئیس بیوتات سلطنتی در تالار موزه و صندوقخانه کاخ گلستان نگاهداری می‌شد، توضیح داد که بخشی از این جواهرات که ارزش تاریخی نداشته، از سال ۱۳۱۶ به بانک ملی انتقال یافته و در ۳۳ صندوق همراه با ۲۲ صندلی دارای روکش طلا در خزانه بانک ضبط و تحویل هیئت نظارت اندوخته بانک شده است. کلید خزانه‌ها هم در پاکتی ممهور به مهر اعضای هیئت نظارت بر اندوختهٔ اسکناس (دو نماینده مجلس، وزیر دارایی، دادستان کل کشور، مدیر کل بانک ملی، خزانه‌دار کل و بازرس دولت) در صندوق مخصوصی در وزارت دارایی نگاهداری می‌شود.
در مورد جواهراتی که ارزش تاریخی داشته، گلشاییان توضیح داد که این جواهرات همچنان در قفسه‌های تالار موزه و صندوق‌های نسوز کاخ گلستان است اما چون در اطراف کاخ گلستان و تالار موزه ساختمان‌هایی می‌شده که ماندن جواهرات با گرد و خاک و رفت و آمد زیاد دور از احتیاط به نظر می‌رسیده، آن‌ها را نیز در چهارم شهریور ۱۳۲۰ به خزانه بانک ملی انتقال داده و در شش صندوق و یک بسته ممهور در خزانه گذاشته شده و کلید خزانه نیز همان گونه که توضیح داده شد در وزارت دارایی است. پس از توضیحات گلشاییان، عبدالوهاب مؤید احمدی نماینده شهرکرد که از جانب مجلس عضو هیئت نظارت بر اندوختهٔ بانک ملی بود توضیح داد که درهای گاوصندوق‌های بانک ملی که از خارج وارد کرده‌اند، هم بسیار محکم است و هم رمز دارد، پاکت کلیدها را هم هر وقت بخواهند باز کنند، اول باید اعضای هیئت ناظران بانک ملی حاضر شوند و بررسی کنند که مهر پاکت شکسته نشده، سپس مطابق مقررات و تشریفات در را باز کنند.
احمد مهبد در مصاحبه خود با تاریخ شفاهی هاروارد تعریف می‌کنید که رضاشاه یک صندوق جواهرات را به‌همراه خود برده بود. وی به‌همراه علی قوام مأمور برای پس گرفتن آن می‌شوند. در اصفهان به رضاشاه که در حال رفتن به جنوب بود رسیده صندوق را از او گرفته پس می‌آورند.

## تخلف در صدور کتیرا
دوران وزارت دارایی گلشاییان تنها یک هفته به طول انجامید و در ترمیم کابینه در سی‌ام شهریور، فروغی معاونت اقتصادی وزارت دارایی را با وزارت بازرگانی ادغام کرد و گلشاییان وزیر بازرگانی و اقتصاد شد. در یازدهم اسفند همان سال، فروغی در ترکیب جدید کابینه‌اش گلشاییان را به عنوان وزیر دادگستری به مجلس معرفی کرد اما یک ساعت پس از اینکه دولت از مجلس رأی اعتماد گرفت، فروغی استعفا کرد و کابینه تازه هیچگاه شکل نگرفت.
سال بعد، داود طوسی نماینده بجنورد در مجلس شورای ملی علیه گلشاییان اعلام جرم و او را متهم کرد که برخلاف قانون انحصار بازرگانی خارجی که صدور کتیرا را تنها به شرکت دولتی کتیرا اختصاص داده، به مراد اریه سرمایه‌دار یهودی اجازه صدور کتیرا داده است. چون قانوناً تخلفات وزیران باید در مجلس رسیدگی می‌شد، کمیسیون دادگستری مجلس در موضوع تحقیق کرد و گلشائیان به کمیسیون توضیح داد که تصور می‌کرده، قانون انحصار بازرگانی خارجی لغو شده و این مجوز را صادر کرده، پس از آن هم که به اشتباه خود پی‌برده از گمرک خواسته که از صدور محموله مراد اریه جلوگیری کند اما دیر شده و کالا صادر شده بوده است.
کمیسیون کار گلشائیان را تخلف تشخیص داد اما به این نتیجه نرسید که او از اریه رشوه دریافت کرده باشد و تخلف را در حدی که پیگرد قضائی در مورد آن لزومی داشته باشد، تشخیص نداد.
گلشاییان بعداً شهردار تهران شد. استانداری فارس و سپس آذربایجان مشاغل بعدی او بودند تا سال ۱۳۲۴ که در کابینه صدرالاشراف وزیر پیشه و هنر شد. با پایان دولت کوتاه صدرالاشراف در همان سال، استاندار خراسان شد. دولت کوتاه بعدی که در آن حضور داشت، دولت عبدالحسین هژیر بود که در آن، وزیر دادگستری بود.

## قرارداد گس - گلشاییان
در سال ۱۳۲۷ عباسقلی گلشاییان در کابینه محمد ساعد مراغه‌ای به وزارت دارایی تعیین و مأمور شد قرارداد تازه‌ای با شرکت نفت ایران و انگلیس امضا کند. سرانجام پس از مذاکرات مفصل با سِر نویل گَس قرارداد مشهور به گس-گلشائیان را با او امضا کرد که به قرارداد الحاقی نیز معروف است. با تسلیم همین قرارداد برای تصویب به مجلس، جنجال نفت بر پا خاست و فصلی تازه در تاریخ معاصر گشوده شد. در این جنجال، ‏ گلشاییان در افکار عمومی وجهه خود را از دست داد.

## تصفیه در دادگستری
در دولت دکتر مصدق گلشائیان از تمام مشاغل کنار گذارده شد. پس از کودتای ۲۸ مرداد و سقوط دولت مصدق به عنوان استاندار به آذربایجان رفت و سپس سناتور تهران شد. در سال ۱۳۳۵ که حسین علاء نخست‌وزیر تصمیم به تصفیه دادگستری گرفت، گلشاییان را وزیر کرد و او از مجلسین سنا و شورای ملی اختیاراتی برای تغییر قضات خواست. مجلسین کمیسیون مشترکی تشکیل دادند که سرانجام با اختیارات خواسته شده مخالفت کرد. گلشاییان شکایت نزد شاه برد و استعفا داد ولی استعفایش پذیرفته نشد و با مداخله شاه، مجلسین به او اختیارات را دادند.
گلشاییان دست به تصفیه دادگستری زد، دیوان عالی کشور و چند شعبه محاکم را منحل ساخت. محمد سروری را رئیس دیوان عالی و جواد عامری را دادستان کل کرد. برای تأمین کادر قضائی عده زیادی از لیسانسیه‌های معقول و منقول (الهیات) را بدون طی دوره کارآموزی با رتبه شش قضائی وارد دادگستری کرد. عده‌ای از قضات در اعتراض استعفا دادند و با جنجالی که به پا خاست، دولت علاء سقوط کرد، گلشائیان هم از وزارت دادگستری بار دیگر به استانداری آذربایجان رفت. تنها شغل مهمی که پس از پایان دوره استانداری به او داده شد، عضویت در شورای عالی بانک ملی بود.

## درویش خان و داور
گلشاییان نواختن تار را نزد درویش‌خان آموخته بود و به گفته خودش درویش‌خان و بعد داور، مانند پدر به او توجه می‌کردند.

## آثار
- گذشته‌ها و اندیشه‌های زندگی یا خاطرات من